# Kateel River
Der Kateel River ist ein etwa 270 Kilometer langer rechter Nebenfluss des Koyukuk River im Westen des US-Bundesstaats Alaska.

## Flusslauf
Der Kateel River entspringt in den Nulato Hills auf einer Höhe von etwa 850 m. Er fließt anfangs in nordnordöstlicher, später in nordöstlicher Richtung durch das Gebirge. Er bildet auf einem Großteil seines Flusslaufs viele enge Flussschlingen aus. Ab Flusskilometer 70 wendet sich der Fluss nach Südosten. Auf den unteren 66 Kilometern verläuft der Kateel River innerhalb des Schutzgebietes Koyukuk National Wildlife Refuge. Er mündet schließlich 63 km westsüdwestlich von Huslia auf einer Höhe von 42 m in den Koyukuk River, 125 km oberhalb dessen Mündung in den Yukon River. Größere Nebenflüsse sind Box River von links sowie Pitka River und Honhosa River von rechts.

## Einzugsgebiet
Der Kateel River entwässert ein etwa 4035 km² großes Areal in den Nulato Hills. Das Einzugsgebiet des Kateel River grenzt im Südosten an das des Gisasa River, im Südwesten an das des Shaktoolik River, im Westen an das des Inglutalik River, im Nordwesten an das des Buckland River sowie im Norden an das des Huslia River.

## Flussfauna
Am Kateel River wurde von 2001 bis 2003 ein saisaonales Wehr errichtet, um die Fischpopulationen im Fluss zu studieren. Königslachse und Ketalachse wandern im Sommer den Kateel River flussaufwärts zu ihren Laichplätzen. Weitere Fische im Kateel River sind Coregoninae (whitefish), die Saugkarpfen-Art Catostomus catostomus, die Arktische Äsche und der Hecht.

## Name
Der Flussname geht auf ein Wort aus der Sprache der Koyukuk-Indianer zurück und wurde 1842–44 von Leutnant Lawrenti Alexejewitsch Sagoskin von der kaiserlich russischen Marine als "Khotylkakat" („Mündung des Khotyl“) veröffentlicht. Der Flussname bezog sich auf ein Camp oder ein Dorf an der Mündung des Flusses. Lieutenant Allen notierte den Flussnamen als „Koteelkakat“ im Jahr 1885.